# فيلق بانزر 56
فيلق بانزر 56 أحد فيالق البانزر في الجيش الألماني خلال الحرب العالمية الثانية. 
تم تنشيط هذا الفيلق في فبراير 1941 باسم فيلق الجيش LVI للغزو الألماني للاتحاد السوفيتي، الذي بدأ في 22 يونيو 1941. قاد إريك فون مانشتاين الفيلق في تقدمه من شرق بروسيا إلى ديميانسك، حيث تم إبلاغه في سبتمبر 1941 بتعيينه كقائد للجيش الألماني الحادي عشر. 
في 1 مارس 1942، تم تغيير اسم الفيلق إلى LVI Panzer Corps. في عام 1942، كجزء من الجيش الثالث بانزر في مجموعة الجيوش الوسطى، تم استخدام الفيلق لمحاربة البارتيزان السوفييت على الجبهة الشرقية. كان الفيلق نشيطًا في منطقة سباس-دمينسك وكيروف قبل الانسحاب إلى Krichev وعبر دنيبر. 
في عام 1945، أصبح الفيلق جزءًا من الجيش التاسع لمجموعة جيوش فيستولا. في الفترة من 16 أبريل إلى 19 أبريل، في معركة مرتفعات Seelow، تكبدت القوات خسائر فادحة مع بقية الجيش التاسع. أنهت فلول سلاح الفرسان LVI الحرب دفاعًا عن العاصمة النازية في معركة برلين. 

## القادة
- المشاة العامة ( General der Infanterie ) إريش فون مانشتاين  - من فبراير 1941 إلى 13 سبتمبر 1941.
- جنرال لقوات الدبابات ( جنرال دير بانزرتروب ) فرديناند شال - من 16 مارس 1942 إلى 1 أغسطس 1943
- المشاة العامة ( General der Infanterie ) فريدريش هوسبوخ - من 1 أغسطس 1943 إلى 14 نوفمبر 1943
- المشاة العامة ( General der Infanterie ) Anton Graßer - من 14 نوفمبر 1943 إلى 9 ديسمبر 1943
- المشاة العامة ( General der Infanterie ) فريدريش هوسبوخ - من 9 ديسمبر 1943 إلى 14 يونيو 1944
- المشاة العامة ( الجنرال دير المشاة ) يوهانس بلوك - من 15 يونيو 1944 إلى 26 يناير 1945
- جنرال الفرسان ( جنرال دير كافاليري ) رودولف كوخ إيرباتش - من 26 يناير 1945 إلى 10 أبريل 1945
- جنرال المدفعية ( جنرال دير المدفعية ) هيلموت ويدلينج - من 10 أبريل 1945 إلى 2 مايو 1945 - تم استبداله لفترة وجيزة بلواء احتياطي ( جنرال دير ريزيرف ) فيرنر مومرت من 25 أبريل إلى 26 أبريل

## منطقة العمليات
- الجبهة الشرقية، القطاع المركزي - من مارس 1942 إلى يوليو 1944
- بولندا - من يوليو 1944 إلى يناير 1945
- ألمانيا الشرقية ومدينة برلين - من يناير 1945 إلى مايو 1945